# Протокорм
Протокорм (від грец. πρώτος  — перший, грец. κορμός — стовбур, пагін, бульба) — бульбоподібний проросток в Орхідних (Orchidaceae) та плауноподібних (Lycopodiophyta) рослин.
Протокорм орхідних — це округле надземне утворення, що складається з однакових паренхімніх клітин. Він розвивається після колонізації насінини гіфами мікоризного гриба.
Протокорм плунів розвивається з зиготи і становить собою перший етап розвитку спорофіту.
На стадії протокорма орхідні і плауни міко-гетеротрофні, тобто надходження поживних речовин до рослини відбувається від грибного партнера.